# Nellie Charlie
Nellie Charlie (1867-1965) fue una cestera de los Mono Lake Paiute - Kucadikadi, a quien se asocia con el parque nacional de Yosemite. 

## Biografía

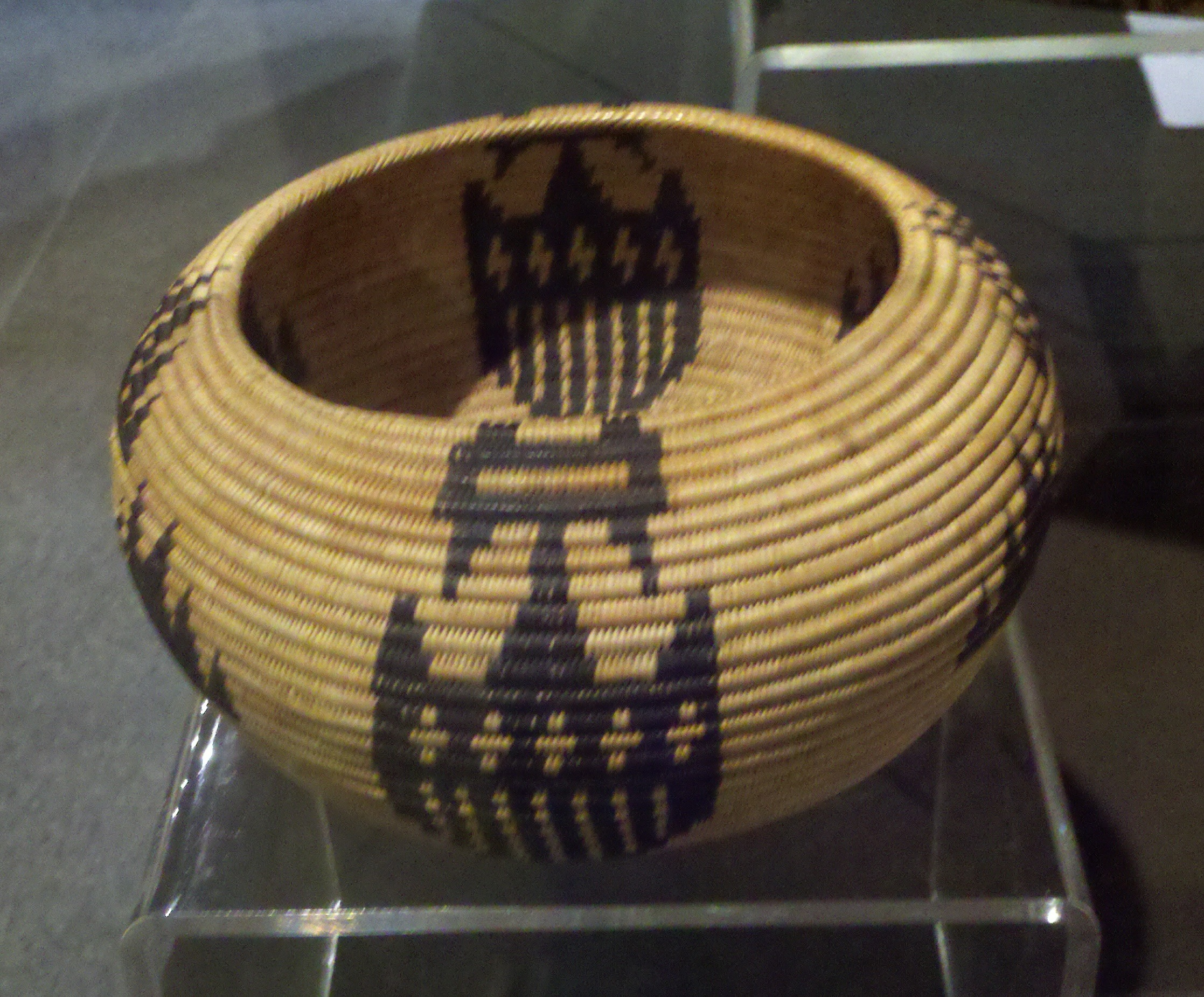
Una canasta de 1924 de Nellie Charlie.

Nació en Lee Vining, California, hija del jefe tribal Pete Jim, y su esposa Patsy, también cestera. Se casó con el joven Charlie, también de los Mono Lake Paiute - Kucadikadi de Yosemite, y tuvieron seis hijos. Su nombre Paiute era Besa-Yoona.
Trabajó en estilos de canasta tradicionales y modernos, y participó en el concurso anual Indian Field Days en Yosemite en la década de 1920. Su hija, Daisy Mallory, se convirtió en una destacada tejedora.
Estaba entre un grupo de mujeres Paiute que "se dieron a conocer por sus cestas policromadas extremadamente finas, visualmente impresionantes y complejas". Otras participantes destacadas de este grupo son Lucy Telles o Carrie Bethel.
Murió en Bishop, California.

## Legado
Una de sus cestas cubiertas con abalorios utilizando granos de la semilla checoslovacos está en la colección del Museo de Yosemite. Esta y una canasta más tradicional que hizo de raíz de juncia fueron parte de una exposición sobre el arte de Yosemite que apareció en el Centro Nacional Autry, el Museo de Oakland de California, el Museo de Arte de Nevada y el Museo Eiteljorg de Indios Americanos y Arte Occidental. de 2006 a 2008.